# Слободан Домаћиновић
Слободан Домаћиновић (9. децембар 1951 – 26. април 2015) био је српски пјевач, извођач влашке народне музике. Родом је из Радујевца, села у општини Неготин, у источној Србији. Сматра се једним од највећих извођача влашке музике, те је стога још за живота стекао епитет легенде влашке пјесме, као и великана, краља и цара влашке музике.
Осим што је био пјевач, био је и текстописац и композитор. Захваљујући разумијевању влашког мелоса, развио је дар за компоновање пјесама блиских традиционалном влашком музичком стилу. Такође, Домаћиновић је правио и препјеве неких румунских пјесама, преобликујући их у мањој или већој мјери. Овај умјетник је творац преко 200 влашких песама. Аутор је једне од најпопуларнијих влашких пјесама Стај, стај, ну пљека (Стани, стани, не иди). Једна је од најзаслужнијих личности за очување традиције, културе и говора Влаха у источној Србији.

## Биографија
Домаћиновић је рођен 9. децембра у селу Радујевац код Неготинa. Мајка му се звала Драгица, а дјед по оцу звао се Душан. Завршио је Основну школу „Павле Илић Вељко” у Радујевцу. Први јавни наступ имао је као дијете, са седам година, као члан локалног културно-умјетничког друштва, са којим је наступао на традиционалној манифестацији Сусрети села. Са једанаест година почео је да учи да свира гитару код извјесног Растка у Радујевцу.
Током служења војног рока упознао је музичаре и хармоникаше Љубу Кешеља и Предрага Неговановића. Са оркестром Предрага Неговановића, као гитариста, касније прати тадашње најпопуларније музичаре – Недељка Билкића, Душицу Билкић, Тому Здравковића, Снежану Ђуришић, Николу Каровића, Сафета Исовића и друге. Током музичке каријере сарађивао је са најпопуларнијим влашким инструменталистима: хармоникашима Слободаном Божиновићем и Љубишом Божиновићем,Срђаном Демировићем,виолинистом Божом Јануцићем, трубачима Милетом Матушићем, Иком Петришоровићем, Гунетом Његушићем и Миканом Његушићем, саксофонистима Живом Динуловићем и Предрагом Јанковићем Педом.
На почетку је музички репертоар Слободана Домаћиновића чинила забавна, староградска и српска народна музика. Постепено ће током каријере све већу пажњу усмјеравати према влашком фолклору, али ће као учесник многих забава и весеља његовати шири репертоар. Пјесме је учио слушајући их на радију, али и на терену, у непосредном контакту са народним казивачима. Трагао је за старим унгурјанским пјесмама, а највише их је сакупио у контакту са старијим сељанима у Јабуковцу код Неготинa.
Тренутак који је најзначајнији за каријеру Слободана Домаћиновића био је сусрет са прослављеним хармоникашем из источне Србије Слободаном Божиновићем 1974. године. Тада се Божиновић из Кучева преселио у Неготин, гдје је у кафани Обилић упознао Домаћиновића. Ту су створили оркестар и исто вече отишли да свирају у Прахово, гдје су остали три месеца. Уз Божиновића и Домаћиновића, у оркестру су били Мића Петровић, Бранислав Иконић и Златко Нешић. У то доба се у Неготинској Крајини није могла замислити ниједна прослава без њих, па је невјероватна чињеница да је Домаћиновић до 1974. године пјевао искључиво на српском језику.
Своју прву златну плочу добио је 1981. године. Златну плочу за продати тираж добио је још једном, 1987. године. Посебно мјесто у музичком опусу Слободана Домаћиновића заузима двоструки албум из 1982. године, Влашка бисерница. Сматра се да овај албум представља најљепшу заоставштину у традицији Влаха.
Домаћиновић је био изузетно популаран међу влашким живљем. Током љета, у јулу и августу, имао је бројне наступе на влашким весељима широм Неготинске Крајине, као и у пограничним мјестима у Бугарској и Румунији. Након тога, од септембра до прољећа, забављао је влашки живаљ у дијаспори (Аустрији, Њемачкој, Швајцарској и другдје).
Постоји мишљење да је био најбољи – или први међу најбољима – када је ријеч о влашкој пјесми. Иако је био самоук музичар, оставио је значајан траг у влашкој народној музици. Почетком 2015. постављен је за директора Седмог фестивала влашке музике „Гергина 2015.” у Неготину, али је због здравственог стања морао да пропусти цио фестивал.
Удружење Гергина из Неготина 2014. године је објавило књигу посвећену Слободану Домаћиновићу. Године 2018. Удружење Егокулт из Неготина издало је књигу Кад бих могао време да зауставим, ауторке Зденке Томић, новинарке и документаристе, такође посвећену Слободану Домаћиновићу.
Слободан Домаћиновић је преминуо 26. априла 2015. године у Неготину послије краће и тешке болести. Сахрањен је у родном селу. Савез естрадно-музичких уметника Србије додијелио му је, постхумно, 2018. године, награду за животно дјело.

## Каријера
Своју прву плочу издао је за ПГП РТБ 1975. године. Био је то сингл са влашким народним пјесмама Шофери и Фрумос к’нта ћинкеза.
Домаћиновић прелази у дискографску кућу Београд диск 1976. године и овој музичкој кући остаје вјеран највећи дио своје каријере. Домаћиновић је био композитор, текстописац или комплетан аутор великог броја пјесама које је изводио. Највећи дио пјесама снимио је уз пратњу Оркестра Слободана Божиновића. Године 1976. издаје сингл Влашке народне песме. Сљедеће године снима сингл Влашке песме. Године 1979., уз инструменталну пратњу Оркестра Манојла Благојевића, снима сингл са Слободанком Цицом Благојевић. Исте године за Београд диск је издао и сингл са двјема пјесмама за које је написао и текст.
Године 1980, уз пратњу Оркестра Слободана Божиновића, издаје свој први музички албум (плочу и касету) за Београд диск. На овом албуму Домаћиновић пјева Одабране бисере влашке музике, међу којима се нашао и највећи његов хит Тот ам з'с ма дук, ма дук (Tot am zâs mă duk, mă duk – Стално сам говорио, отићићу), пјесма позната и као Стај, стај, ну пљека (Stај, stај, nu pljeka – Стани, стани, не иди).
За Југодиск је 1982. године издао дупли албум, који је носио назив Влашка бисерница. Овај албум имао је деветнаест пјесама и сматра се једним од највећих блага влашке музике. Исте године за Југодиск је издао и касету, односно албум Иљана, иљана. За исту кућу је 1984. године издао албум Нови златни хитови. 1986. за Југодиск издаје албум Влашке песме. Са Љубицом Болдескић 1988. године издаје албум Вечна Крајина са осам пјесама. Године 1992. за Југодиск издаје албум Фолк екстра (Парада влашких хитова) са девет пјесама.
Током 1990-их и 2000-их снима за издавачке куће Видео-мелос из Оштреља код Бора и Фолк диск из Салаша код Зајечара. Тада снима албум са Бранком Букацић под називом Ому ље фаће, и издаје албум Влашке песме, а касније и дупли албум Влашка бисерница 2.
Године 2008, поново са Бранком Букацић, такође за Фолк диск, издаје албум Новогодишњи поклон. Двије године касније за исту музичку кућу издаје албум Слободан Домаћиновић и Божин бенд. Године 2011. снима песме Адуармец, м’ндро, барбату (Aduarmec, mndro, bărbatu – Успавај, драга, мужа), Аша је драгу ла њевесте (Aša je dragu la njeveste – Таква је љубав жене), Ам дат бањ ла м’ндре мулће (Am dat banj la mndre mulće – На многе сам жене потрошио новац). Године 2013. снима пјесму Спуњем, ињимјоара, спуње (Spunjem, injimjoară, spunje – Кажи ми, срдашце, кажи). Поред ових, снимио је и пјесму Виње пашћиљи (Vinje pašćilji – Стиже Ускрс) и још много других пјесама.
Осим аудио-снимака, Слободан Домаћиновић је направио и неколико музичких спотова.
Осим на влашком, Домаћиновић је снимио и пар пјесама на српском језику. Године 1976. за загребачки Сузи издао је сингл-плочу под именом Не могу да плачем, са двије пјесме на српском језику.
Осим дискографских издања које има иза себе, Слободан Домаћиновић био је и чест гост на вашарима, свадбеним весељима, и другим влашким весељима, гдје пева углавном на влашком језику. Исто тако учествује и на прославама које организују исељеници из источне Србије. и приредбама које организују српска културно-умјетничка друштва исељеника из источне Србије. Слободан Домаћиновић је такође био учесник многобројних фестивала који његују културу Влаха у Србији.
Домаћиновић има неколико истакнутих дуетских пјесама. Познати су његови дуети са Слободанком Цицом Благојевић, Љубицом Болдескић, Бранком Букацић, Фанелијом Илин, Оливером Цековић, Драганом Ђорђевић, Валентином Мунћановић, Јасмином Пипић,Сузаном Човикановић, Жиком Цветковићем и Сибином Маргитановићем, као и његов трио са Љубишом Павловићем и Жиком Цветковићем.
Слободан Домаћиновић је био чест гост различитих телевизијских кућа, у источној Србији и шире, гдје је изводио пјесме на влашком језику. Имао је неколико наступа на РТС-у, Телевизији Фолк-диск из Салаша код Зајечара, Телевизији Исток.

### Највећи хитови
- Дјин кафана акума вин (Из кафане сад долазим)
- Ла ф'нт'на дјин раскруће – Код бунара на раскршћу (1982.)
- Стај, стај, ну пљека – Стани, стани, не иди (1980.)
- Департе, м'ндро, департе – Далеко, драга, далеко (1982.)
- Пе марђина Дунари – На обали Дунава (1986.)

### Дуети
- 1979. Дода, флоаре (Dodă, floare – Драга, цвете) – дует са Слободанком Цицом Благојевић
- 1979. Ин градиница суп нук (În grădinică sup-nuk – У баштици, под орахом) – дует са Слободанком Цицом Благојевић
- 1984. Ун-те дућ, мај, дајка (Un-te duć, măj, dajkă – Куда идеш, драга) – дует са Бранком Букацић
- 1990е. Флорићико (Florićiko – Цветићу) – дует са Бранком Букацић
- 2000е. Барбаће, је зауа та (Barbate, je zăua ta – Драги, твој је дан) – дует са Оливером Цековић
- 2000е. Дјепарће писта грањица (Departe pistă granjică – Далеко преко границе) – дует са Оливером Цековић
- 2000е. Ку најка пе ваља маре (Ku najka pe valja mare – У долини са драгом) – дует са Фанелијом Илин
- 2004e  Дајка Суза(Dajka Suza - Devojka Suza) — дует са Сузаном Човикановић
- 2008. Ку дајка унде ам шезут (Ku dajka unde am šezut – Где сам с драгом седео) – дует са Бранком Букацић
- 2008. Мај ја, Доамње, дин душмањ (Maj ja, Doamnje, din dušmanj – Чувај нас, Боже, од душмана) – дует са Бранком Букацић
- 2008. М’ндра мја ку каса-н колц (Mndra mja ku kasa-n kolc – Драга моја, са кућом на ћошку) – дует са Бранком Букацић
- 2008. Њевастика мја (Njevăstika mja – Жено моја) – дует са Бранком Букацић
- 2010е. Ам о комшика фрумоаса (Am o komšikă frumoasă – Имам лепу комшиницу) – дует са Валентином Мунћановић
- 2010е. Богација ши душмањи (Bogăcija ši dušmanji – Богатство и душмани) – дует са Оливером Цековић
- 2010е. Времеа треће, дајко (Vremea treće, dajko – Време лети, душо) – дует са Фанелијом Илин
- 2010е Гич гич (Gič gič – Чик, чик) – дует са Оливером Цековић
- 2014. Јеу пе мулц јам 'нтрекут (Jeu pe mulc jam întrekut – Ја сам многе надмашио) – дует са Жиком Цветковићем
- 2014. Копилаши мја крескут (Kopilaši mja kreskut – Деца су ми одрасла) – дует са Жиком Цветковићем
- 2014. Ла барбац ње плаће (La bărbac nje plaće – Шта се свиђа мушкарцима) – трио са Жиком Цветковићем и Љубишом Павловићем
- 2010е. Лампа дела поарта (Lampa dela poartă – Лампа на капији) – дует са Фанелијом Илин
- 2010е. Нић ун ћас, нић ун минут (Nić un ćas nić un minut – Ни часа, ни минута) – дует са Јасмином Пипић
- 2010е. Ну пот, најка, зау (Nu pot, najkă, zău – Не могу, драги, заиста) – дует са Фанелијом Илин
- 2010е. Спуње, најка, ћој фаћа (Spunje, najkă, ćoj făća – Реци, драги, шта ћеш учинити) – дует са Валентином Мунћановић
- 2010е. Фејсбук (Facebook) – дует са Оливером Цековић
- 2010е. Мндруљица ку барбат (Mndruljica ku barbat – Девојка са мужем) – дует са Маријаном Ганцу
- 2010е. Фок ши дор (Fok ši dor – Ватра и чежња) – дует са Оливером Цековић
- 2010е. Фратје, нанa ал мјеу (Fratje, nană al mjeu – Брате, бато мој) – дует са Сибином Маргитановићем
- 2010е. Цам факут копил фрумос (Cam făkut kopil frumos – Родила сам ти лепо дете) – дует са Драганом Ђорђевић
- 2010. Ам барбат (Am bărbat – Имам човека) – дует са Љубицом Болдескић
- 2010. З’к, нума з’к (Z'k, numă z'k) – дует са Оливером Цековић
- 2010. Стеауа-н фрунће (Steaua-n frunte – Звезда на челу) – дует са Љубицом Болдескић
- 2010. Теај багат 'н пепту меу (Teaj băgat în peptu meu – Увукла си ми се у срце) – дует са Љубицом Болдескић
- 2011. Адуармец, м’ндро, барбату (Aduarmec, mândro, bărbatu – Успавај, драга, мужа) – дует са Љубицом Болдескић
- 2011. Аша је драгу ла њевесте (Aša je dragu la njeveste – Таква је љубав жене) – дует са Љубицом Болдескић

### Фестивали
- 1990. Фестивал влашке музике у Прахову
- 2013. Пети фестивал влашке музике „Гергина 2013.” у Неготину – Ми са-мпаре, ну шћу унђе (Mi să-mpare, nu šću unđe – Чини ми се, не знам где)
- 2014. Шести фестивал влашке музике „Гергина 2014.” у Неготину – Је пустије каса (Je pustie kasa – Пуста је кућа), Мерг пе друм (Merg pe drum – Идем путем)

## Дискографија

### Синглови
- Шофери, ПГП РТБ (1975)
- Не могу да плачем, Сузи (1976)
- Влашке народне песме, Београд диск (1976)
- Влашке песме, Београд диск (1977)
- Дода, флоаре/Ин градиница суп нук, Београд диск (1979)
- Ам са мор пе брациле куј ме дор/Дјин кафана акума вин, Београд диск (1979)

### Албуми
- Одабрани бисери влашке музике, Београд диск (1980)
- Влашка бисерница, Југодиск (1982)
- Иљана, Иљана, Југодиск (1982)
- Нови златни хитови, Југодиск (1984)
- Влашке песме, Југодиск (1986)
- Вечна Крајина, Југодиск (1988)
- Фолк екстра (Парада влашких хитова), Југодиск (1992)
- Ому ље фаће, Видео-мелос (1990е)
- Влашке песме, Фолк диск (2002)
- Влашка бисерница 2, Фолк диск (2006)
- Новогодишњи поклон, Фолк диск (2008)
- Слободан Домаћиновић и ,,Божин бенд, Фолк диск (2010)
- Жива Динуловић, Слободан Домаћиновић, Жика Цветковић и оркестар ,,Цимери'' , Фолк диск (2015)

### Спотови
- Ам о комшика фрумоаса (Am o komšikă frumoasă – Имам лепу комшиницу) – дует са Валентином Мунћановић
- Ашај вјаца мја (Ašaj vjaca mja – Такав је мој живот)
- Већина, драга већина (Većină, dragă većină – Комшинице, о драга комшинице)
- Гич гич (Gič gič – Чик, чик) – дует са Оливером Цековић
- К'нд је ому амарит (Kând je omu amărât – Кад је човек уморан)
- Ку дајка пе ваља маре (Ku dajka pe valja mare – Са драгом у великој долини)
- Падуриће верде (Paduriće verde – Зелена шумице)
- Спуње, најка, ћој фаћа (Spunje, najkă, ćoj făća – Реци, драги, шта ћеш учинити) – дует са Валентином Мунћановић
- Стај, стај (Tot am z's mă duk, mă duk – Стално сам говорио, отићићу; или Stај, stај, nu pljeka – Стани, стани, не иди)
- Те јубеск, Марије (Te jubesk, Mărije – Љубим те,Марија)
- Фејсбук (Facebook) – дует са Оливером Цековић
- Шофери (Šoferi)

## Лична и политичка ујверења
Слободан Домаћиновић је био активан и у политичком животу Србије. На изборима за Национални савет влашке националне мањине 2014. године, налазио се на листи Удружења Гергина, чији је носилац био Синиша Челојевић, предсједник Влашке странке. Домаћиновић се на листи налазио на редном броју 10. Ово удружење је имало значајну улогу у стандардизацији влашког говора и влашког писма.
С друге стране, Слободан Домаћиновић је у априлу 2007. године био ангажован као пјевач на вечери које је Влашка демократска странка Србије организовала у Брестовачкој бањи код Бора, али се није јавно изјашњавао о својим политичким увјерењима. Иначе, у неким сегментима (нпр. језик, писмо и сл.) ова странка је имала прорумунску политику.

## Породични живот
Слободан Домаћиновић је био ожењен супругом Добрилом и имао је сина Драгана (из претходног брака), ћерку Слободанку и пасторка Давора, као и унучад Дарка и Сабрину. Слободанов син Драган Домаћиновић такође је солиста и извођач влашке народне музике, а физички веома подсјећа на оца.
Слободан Домаћиновић је био и страствени риболовац.